# Ponthieva disema
Ponthieva disema är en orkidéart som beskrevs av Rudolf Schlechter. Ponthieva disema ingår i släktet Ponthieva och familjen orkidéer.
Artens utbredningsområde är Ecuador. Inga underarter finns listade i Catalogue of Life.